# TD Synnex
TD Synnex ist ein IT-Distributor mit Sitz in Fremont, Kalifornien. Die Gründung fand 2021 im Zuge der Fusion zwischen Tech Data und Synnex und statt.
Durch die Fusion der beiden Unternehmen ist TD Synnex zum weltweit größten IT-Distributor mit einem kombinierten Umsatz von 59,8 Milliarden US-Dollar geworden, was Ingram Micros Umsatz von 49,1 Milliarden US-Dollar im Jahr 2020 übertroffen hat.
Der ehemalige Tech Data CEO Rich Hume übernimmt die Rolle des CEOs von TD Synnex. Dennis Polk, ehemaliger Präsident und CEO von Synnex ist Mitglied des Board of Directors.